# Euxoa abdita
Euxoa abdita là một loài bướm đêm trong họ Noctuidae.